# Gümüşhane Torul Gençlik ve Spor Kulübü 2017-2018
Questa voce raccoglie le informazioni riguardanti il Gümüşhane Torul Gençlik ve Spor Kulübü nelle competizioni ufficiali della stagione 2017-2018.

## Organigramma societario
Area direttiva
- Presidente: Özden Bostan

Area tecnica
- Allenatore: Ümit Terzi
- Scoutman: Arda Akyıldız

## Rosa
| N° | Nome              | Ruolo | Data di nascita  | Nazionalità sportiva |
| -- | ----------------- | ----- | ---------------- | -------------------- |
| 1  | Turgay Doğan      | S     | 14 febbraio 1984 | Turchia              |
| 3  | Mehmet Yıldıran   | S     | 23 novembre 1997 | Turchia              |
| 4  | Göktuğ Polat      | S     | 1º febbraio 1997 | Turchia              |
| 5  | İlker Büyükbayrak | S     | 10 febbraio 1995 | Turchia              |
| 6  | Mete Güngör       | O     | 21 febbraio 1988 | Turchia              |
| 7  | Hürol Temel       | C     | 26 dicembre 1982 | Turchia              |
| 8  | Kaan Atmaca       | P     | 24 marzo 1998    | Turchia              |
| 10 | Doğuş Bayram      | O     | 18 aprile 1999   | Turchia              |
| 11 | Ceyhun Ahlat      | C     | 13 luglio 1999   | Turchia              |
| 16 | Çağatay Durmaz    | L     | 5 aprile 1994    | Turchia              |
| 17 | Göktuğ Şeref      | P     | 10 febbraio 1988 | Turchia              |
| 17 | Ali İçmeğiz       | C     | 11 maggio 1989   | Turchia              |
| 18 | Fatih Gündoğdu    | L     | 21 maggio 1987   | Turchia              |

## Statistiche

### Statistiche di squadra
| Competizione     | Punti | In casa | In casa | In casa | In trasferta | In trasferta | In trasferta | Totale | Totale | Totale |
| Competizione     | Punti | G       | V       | P       | G            | V            | P            | G      | V      | P      |
| ---------------- | ----- | ------- | ------- | ------- | ------------ | ------------ | ------------ | ------ | ------ | ------ |
| Efeler Ligi      | 0,5   | 11      | 0       | 11      | 11           | 0            | 11           | 28     | 0      | 28     |
| Coppa di Turchia | -     | 1       | 0       | 1       | 1            | 0            | 1            | 2      | 0      | 2      |
| Totale           | -     | 12      | 0       | 12      | 12           | 0            | 12           | 30     | 0      | 30     |

G = partite giocate; V = partite vinte; P = partite perse

### Statistiche dei giocatori
| Giocatore      | Efeler Ligi | Efeler Ligi | Efeler Ligi | Efeler Ligi | Efeler Ligi | Coppa di Turchia | Coppa di Turchia | Coppa di Turchia | Coppa di Turchia | Coppa di Turchia | Totale | Totale | Totale | Totale | Totale |
| Giocatore      | P           | PT          | AV          | MV          | BV          | P                | PT               | AV               | MV               | BV               | P      | PT     | AV     | MV     | BV     |
| -------------- | ----------- | ----------- | ----------- | ----------- | ----------- | ---------------- | ---------------- | ---------------- | ---------------- | ---------------- | ------ | ------ | ------ | ------ | ------ |
| C. Ahlat       | 27          | 72          | 43          | 15          | 14          | 2                | 0                | 0                | 0                | 0                | 29     | 72     | 43     | 15     | 14     |
| K. Atmaca      | 28          | 20          | 12          | 1           | 7           | 2                | 2                | 1                | 0                | 1                | 30     | 22     | 13     | 1      | 8      |
| D. Bayram      | 23          | 77          | 73          | 2           | 2           | 2                | 0                | 0                | 0                | 0                | 25     | 77     | 73     | 2      | 2      |
| İ. Büyükbayrak | 5           | 48          | 47          | 0           | 1           | -                | -                | -                | -                | -                | 5      | 48     | 47     | 0      | 1      |
| T. Doğan       | 2           | 16          | 15          | 0           | 1           | -                | -                | -                | -                | -                | 2      | 16     | 15     | 0      | 1      |
| Ç. Durmaz      | 28          | 0           | 0           | 0           | 0           | 2                | 1                | 1                | 0                | 0                | 30     | 1      | 1      | 0      | 0      |
| F. Gündoğdu    | 6           | 0           | 0           | 0           | 0           | -                | -                | -                | -                | -                | 6      | 0      | 0      | 0      | 0      |
| M. Güngör      | 23          | 166         | 146         | 9           | 11          | 2                | 18               | 18               | 0                | 0                | 25     | 184    | 164    | 9      | 11     |
| A. İçmeğiz     | 14          | 88          | 64          | 12          | 12          | -                | -                | -                | -                | -                | 14     | 88     | 64     | 12     | 12     |
| G. Polat       | 27          | 158         | 127         | 16          | 15          | 2                | 5                | 5                | 0                | 0                | 29     | 163    | 132    | 16     | 15     |
| G. Şeref       | 9           | 16          | 10          | 1           | 5           | -                | -                | -                | -                | -                | 9      | 16     | 10     | 1      | 5      |
| H. Temel       | 11          | 61          | 27          | 30          | 4           | 2                | 6                | 5                | 1                | 0                | 13     | 67     | 32     | 31     | 4      |
| M. Yıldıran    | 28          | 225         | 201         | 13          | 11          | 2                | 22               | 20               | 1                | 1                | 30     | 247    | 221    | 14     | 12     |

P = presenze; PT = punti totali; AV = attacchi vincenti; MV = muri vincenti; BV = battute vincenti